# بیست (تروجان)
بیست (به انگلیسی: Beast) تروجانی مبتنی بر ویندوز است، که در حافضه‌ای که برای سرویس WinLogon.exe اختصاص یافته است، اجرا می‌شود. پس از نصب، برنامه خود را داخل اینترنت اکسپلورر وارد می‌کند.
به طور معمول به عنوان یک ابزار مدیریت از راه دور یا RAT شناخته شده است، که قادر به آلوده کردن نسخه های ویندوز از ۹۵ تا XP می باشد. بیست در دلفی نوشته شده است و برای اولین بار توسط Tataye در سال ۲۰۰۲ منتشر شد.

یکی از قابلیت‌های شاخص بیست این است که all-in-one است؛ یعنی اینکه کلاینت، سرور و ویرایشگر سرور، همگی در همان برنامه ذخیره می شوند.
پورت پیش فرض مورد استفاده برای ارتباط مستقیم و معکوس ۶۶۶۶ و ۹۹۹۹ است.